# 아Q정전
아Q정전(아큐정전, 阿Q正傳, 영어: The True Story of Ah Q)은 1921년에 루쉰이 발표한 대표적인 중편 소설로, 베이징 신문 〈신보부간〉(晨報副刊)에 연재되었다.

## 줄거리
최하층 신분의 날품팔이 아Q(阿Q)를 주인공으로 중국 구민주주의 체제 민중의 문제를 유머러스한 스타일로 파헤치고 있다. 작품의 전반에 그려진 정신승리법(精神勝利法, spiritual victory)은 민중 자신 속에 있는 노예 근성인 것이었으며, 작가의 붓은 아Q를 그 집중적 존재로서 그려내고 있다. 따라서 '아Q'라는 이름은 널리 그와 같은 성격의 대명사로 사용되고 있다. 그러나 피압박자로서의 양상을 깊이 하여 작자는 아Q의 운명에 대한 동정과 접근을 이끌어 낸다. 아Q는 최후에 신해혁명 후의 지방 정부의 손에 총살당하는데, 그것은 동시에 구사회에서 가장 홀대 받던 아Q가 구사회 체제에서 계속해서 피압박자가 되어 버린다는 것이었다. 이 소설은 세계 각국어로 번역되어 읽혔다.

## 등장 인물

### 주요 인물
- 아Q(阿Q)
- 조나으리(赵老太爷)
- 가짜 양놈(假洋鬼子)
- 조수재(赵秀才)
- 왕털보
- 小D
- 비구니

## 아Q의 특징

### 자기의 유익에 눈먼 자
아Q는 어떤 상황에도 자신에게 유리한 쪽으로 해석한다.  3장에서 아Q는 심지어 누군가에게  얻어 맞고 나서도 "귀중한 망각의 능력"을 이용해 그의 감정을 누그러 뜨리고, 스스로 위로하기 위해 이 능력을 사용하길 즐긴다. 

### 자아도취형
아Q는 오직 자신의 필요와 욕망에만 집중하기 때문에 다른 사람에게 피해가 가도 전혀 관여치 않는다. 남들이 어떻게 보든지 간에 상관없이 자기의 길을 간다. 아Q는 객관적으로는 하층민에 속한 처지이지만, 자신을 스스로 높이 평가하는 반면, 타인에 대해서는 낮게 보려는 성향을 갖는다.   

## 문화적 영향

### 아Q가 상징하는 중국인의 부정적인 특성
아Q는 그 당시 중국인의 특징을 문학적으로 표현한 한 은유적인 상징이었다.  이것은 중국인의 국민성을 부정적으로 표현함과 동시에 그런 점을 부각시킴으로 더 나은 중국인이 되라는 하나의 자극을 주기 위함이다. 아Q정전이 출판된 이후, 중국인들을 그들 스스로, 무지하고, 무례하고, 비위생적이며, 과거지향적이고, 노예같고, 속이 좁다고 묘사하였다.  

### 현대인들에게 아Q 정신의 의미
현대 중국어로 "아Q 정신"은 '누구나 현실에 맞서지 않고, 대신 자신이 스스로 성공했으며 다른 사람보다 우월하다고 믿는 정신'을 의미한다.  